# Валеріан Кшечунович
Валеріан Вартан Антоні Кшечунович (пол. Walerian Wartan Antoni Kreczunowicz; 26 вересня 1790, Станиславів, Королівство Галичини і Володимирії, Австрійська імперія — 1866, Більшівці, Рогатинський повіт, Станіславський округ, Королівство Галичини і Володимирії, Австро-Угорщина) — польський поміщик вірменського походження, громадський діяч, селекціонер та фермер. Представник роду Кшечуновичів.

## Біографія
Народився 26 вересня 1790 року в Станиславі на Прикарпатті в родині Яна Баптиста та Рипсини з Роско-Богдановичів. 
Великий землевласник, успадкувавши маєток у Соснові, завдяки своїм родинним та комерційним схильностям розбагатів і став власником маєтків: Більшівці, Бовшів, Чернелів, Козарі, Журавеньки та Яричів біля Львова. Багато молодих поміщиків здобували економічну освіту в цих маєтках. Валеріан Кшечунович організовував різноманітні сільськогосподарські шоу та виставки, був засновником сільськогосподарських шкіл та зразкових сільських господарств, а також прагнув створити у Львові ветеринарну школу. Він є автором, зокрема, брошур з бджільництва, конярства та шовківництва.
У 1842 році у Відні він особисто подав канцлеру Меттерніху розроблений польськими галицькими поміщиками проєкт скасування кріпосного права, який був відхилений. У 1843—1860 роках входив до складу Галицького станового сейму.
Член першої наглядової ради Товариства взаємного страхування у Кракові у 1860-1864 роках; з 1860 року член-засновник (3 липня 1845) та діяч Галицького господарського товариства, член його комітету (7 лютого 1856-30 січня 1866)
Похований на Личаківському цвинтарі у Львові в родинній каплиці Кшечуновичів (головна алея, поле № 2).

## Родина
Родина вірменського походження.Засновник  бережансько-львівської лінії Кшечуновичів.  Брат Кшиштофа, засновник Коршанського роду. 
У 1814 році одружився з Йоанною з Манугевичів. У шлюбі народилися:
- Корнель (1815-1881) був  одружений з Ізабелею Суходольсько.
- Ігнацій
- Ізидора була заміжньою дружина Леона Суходольського. 
  - Син  Александер Кшечунович (1863—1922).
  - правнук Корнель Кшечунович (1894-1988) у 1939 року емігрував з родиною до Великої Британії, де і прожив решту свого життя
  - праправнук -  Анджей Кшечунович (1930-2020)[1][6].

## Праці
- «Nauka chowu koni dla ludu wiejskiego» (z polecenia Komitetu c. k. Towarzystwa gosp. galicyjskiego; Lwów, 1859).
- «Tablice obejmujące glówne prawidła hodowania drzew morwowych i prowadzenia chowu jedwabników» (Lwów, 1859)

## Галерея

герб
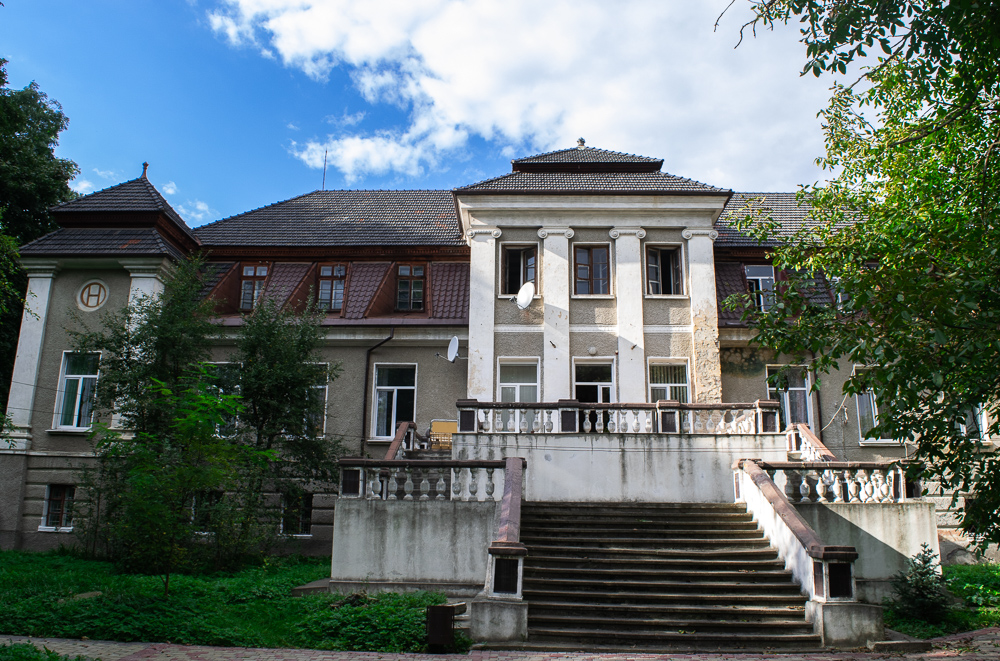
палац у Більшівцях